# Святилівка
Свя́тилівка — село в Україні, у Градизькій селищній громаді Кременчуцького району Полтавської області. Населення становить 1594 осіб. Колишній центр Святилівської сільської ради. День села 14 жовтня.

## Географія
Розташоване в північно-західній частині району, за 45 км від м. Глобине, на лівому березі Сульського лиману Кременчуцького водосховища в місці впадання в неї річки Крива Руда, вище за течією якої на відстані 1 км розташовано село Крива Руда. Село з трьох сторін оточено водою.
Площа населеного пункту — 656 га.
На заході села протікає річка Крива Руда (місцева назва — Рудка), яка впадає в Кременчуцьке водосховище, на сході проходить берег озера Лиман, яке живиться джерелами підземних вод. Грязь озера Лиман має лікувальні властивості.
Більшість будівель у селі цегляні, але ще залишились і глиняні хати під очеретом, які були типовими в минулому.

## Історія та походження назви
Письмових джерел про походження села Святилівка не виявлено, але існують дві легенди. В одній з них (за свідченням старожилів села) назва села походить від слова «святити». Як твердить історія козацького поселення, козаки, що вели боротьбу з турками на укріпленнях «Воїнь» та «Кізівер», побудували церкву, на вівтарі якої стояв підсвічник з написом Святителю". Саме під цим підсвічником вся козацька округа святила зброю, даючи клятву з честю відстояти рідну землю. Ішов козак святити зброю, а повертаючись казав: «Іду з Святилівки». Так і залишилась ця назва за поселенням, де пізніше і виникло село. Інша легенда оповідає, що село було назване в честь першого його поселенця, прізвище якого було Святелик.

## Населення
Населення села станом на 1 січня 2011 року складає — 1286 у 605 дворах.
- 2001 — 1594
- 2011 — 1286

### Мова
Розподіл населення за рідною мовою за даними перепису 2001 року:
| Мова            | Кількість | Відсоток |
| --------------- | --------- | -------- |
| українська      | 1530      | 95.99%   |
| російська       | 56        | 3.51%    |
| румунська       | 5         | 0.32%    |
| білоруська      | 1         | 0.06%    |
| угорська        | 1         | 0.06%    |
| інші/не вказали | 1         | 0.06%    |
| Усього          | 1594      | 100%     |

## Економіка
На території села Святилівка діють:
- ВП «А/Ф ім. Шевченка»
- фермерські господарства

## Освіта
- Святилівська ЗОШ І-ІІІ ст. (директор Торяник Віра Іванівна [1]

## Медицина
Заклади медичних послуг, що діють на території села:
- Святилівська дільнична лікарня ветеринарної медицини
- Святилівське КП «Ветеран»
- аптека № 107
- амбулаторія ЗПСМ

## Інфраструктура
Заклади культури та надання інших послуг для населення:
- Святилівський сільський будинок культури
- Оболонська дільниця Черкаського регіонального управління водних ресурсів
- поштове відділення зв'язку
- бібліотека
- п'ять магазинів
- кафе

## Пам'ятники
У центрі села у 1956 році зведено пам'ятник «Воїну-визволителю» та у 1967 році — Пам'ятник «Героям Громадянської війни». Також присутні дві козацькі могили XVIII ст. поруч яких було збудовано краєзнавчий музей (аварійний стан).
На території села знаходиться 12 курганів скіфської доби.

## Відомі люди
- Торяник Матвій Мефодійович (1894 р.н.) с.Святилівка українець, освіта початкова. Заарештований 16.12.1937 р. Засуджений особливою трійкою при нквд срср 08.02.1938 р. за ст.54-6 КК урср до розстрілу. Вирок виконано 02.04.1938 р. Реабілітований військовим трибуналом КВО 24.04.1959 р. РІ-4 Полтавської області https://ua.openlist.wiki
- Торяник Максим Олексійович (1900 р.н.) с.Святилівка українець, освіта початкова. Заарештований 19.07.1938 р. Засуджений Полтавським облсудом 21.03.1939 за ст. 54-10 ч.1, ст. 54-11 КК урср до 3-х років позбавлення волі. Реабілітовано Верховним Судом усрср 01.07.1961 р. https://ua.openlist.wiki
- Торяник Наталія Костянтинівна (1903 р.н.) с. Святилівка українка, освіта початкова, заарештована 05.09.1941. Засуджена військовим трибуналом 37 кінної дивізії південно-західного фронту 07.09.1941 р.за ст. 54-10 ч.2 КК урср до 7 років позбавлення волі. Реабілітована Верховним Судом урср 1961 року. https://ua.openlist.wiki
- Павлиш Яків Степанович (1886—1938) — українець, із селян, малописьменний. Проживав у с. Святилівка. Колгоспник. Заарештований 16 грудня 1937 р. Засуджений Особливою нарадою при НКВС СРСР 17 лютого 1938 р. за ст. 54-6 КК УРСР до розстрілу. Вирок виконано 17 квітня 1938 р. Реабілітований Військовим трибуналом КВО 24 квітня 1959 р.[4].
- Олексієнко Андрій Іванович - радянський офіцер-артилерист. Під час Корсунь-Шевченківської операції (1944 р.) - начальник розвідки дивізіону 97-ї важкої гаубичної артилерійської бригади. Безпосередній учасник важких триденних боїв за с. Петропавлівка Черкаської області (5-7 лютого 1944 р.).
- Проценко Іван Юхимович (1944) — український науковець, фізик, доктор фізико-математичних наук, професор, заслужений діяч науки і техніки України.
- Шпаковський Сергій Петрович (1918 — 1991) — радянський розвідник, Герой Радянського Союзу[5].